# Xi Cygni
Xi Cygni (ξ Cygni, förkortat Xi Cyg, ξ Cyg) som är stjärnans Bayerbeteckning, är en dubbelstjärna belägen i den mellersta delen av stjärnbilden Svanen (stjärnbild). Den har en kombinerad skenbar magnitud på 3,73 och är synlig för blotta ögat där ljusföroreningar ej förekommer. Baserat på parallaxmätning inom Hipparcosuppdraget på ca 3,9 mas, beräknas den befinna sig på ett avstånd på ca 1 180 ljusår (ca 361 parsek) från solen.

## Egenskaper
Primärstjärnan Xi Cygni A är en orange till röd superjättestjärna av spektralklass K4: Ib. Den har en massa som är ca 8 gånger större än solens massa, en radie som är ca 200 gånger större än solens och utsänder från dess fotosfär ca 5 300 gånger mera energi än solen vid en effektiv temperatur på ca 3 900 K.
Följeslagaren, som är en stjärna i huvudserien av spektralklass av A1.5 V, kretsar kring primärstjärnan med en omloppsperiod på ca 18 år i en svagt excentrisk bana. Stjärnvindar från primärstjärnan med hastighet på ca 50 km/s har uppmätts, men med variationer i hastighet och individuella linjestyrkor. Xi Cygni finns med i Keplerprojektets program men inga exoplaneter har observerats.